# Néstor Morales
Néstor Javier Morales Corredor (Bogotá, 26 de febrero de 1963) es un activista y conductor de televisión colombiano.
Es el director del programa Mañanas BLU de la cadena Blu Radio.

## Biografía
Es el mayor y único hombre de cuatro hermanos de la familia Morales Corredor, conformada por Carlos Julio Morales e Ilba Corredor. Está casado con la abogada y ejecutiva María Paula Duque Samper, hermana del expresidente de Colombia Iván Duque.

## Carrera
Morales es egresado de la Universidad de La Sabana y tiene una especialización de la Universidad de Navarra. En 1984 fue jefe de redacción de la revista Negocios. Posteriormente entró al Grupo Radial Colombiano como redactor político y económico y luego como jefe de redacción. Entre 1989 y 1990 ocupó el cargo de subdirector del noticiero Todelar de Colombia, y también como corresponsal de la estación hispana WADO de Nueva York. Después ingresó al mundo televisivo, ya que entre 1991 y febrero de 1998 se desempeñó como presentador y subdirector del Noticiero CM&, sin dejar atrás la radio porque, desde finales de 1996 hasta el 2001, fue el coordinador general de Radionet. También presentó brevemente Contacto en Acuario Estéreo. Años después presentó y dirigió el programa Veredicto.
Entre julio de 1998 y abril de 2001 ocupó el puesto de subdirector y presentador de Caracol Noticias en Caracol TV. Después de un año sabático en Inglaterra, donde estudio Arte, regresó al país en febrero de 2002, cuando fue nombrado como director del programa Viva FM de Caracol Estéreo, hasta el regreso de Julio Sánchez Cristo en 2003. Con la salida del país de María Cristina Uribe en el año 2005, Morales la reemplazó en la presentación del informativo Noticias Uno los sábados y domingos. También escribió una columna semanal para el diario El Nuevo Siglo durante 6 años.
Morales dirigió el programa radial Hora 20 de la cadena Caracol Radio, transmitido de lunes a viernes en horario nocturno (inicialmente de 20:00 a 22:00, posteriormente de 19:00 a 21:00), desde octubre de 2004 hasta el 13 de junio de 2012, cuando abandonó el programa para irse a trabajar en una nueva cadena radial del grupo económico Santo Domingo, Bluradio.

## Premios
Ha ganado tres veces el Premio Nacional de Periodismo Simón Bolívar y dos veces el Premio CPB. Ha sido jurado de premios nacionales e internacionales, entre ellos el Premio de Periodismo regional de la revista Semana desde su primera edición. Fue miembro de la Junta Directiva de la Fundación para la Libertad de Prensa (FLIP).